# Hibbertia acuminata
Hibbertia acuminata är en tvåhjärtbladig växtart som beskrevs av B.J. Conn. Hibbertia acuminata ingår i släktet Hibbertia och familjen Dilleniaceae. Inga underarter finns listade i Catalogue of Life.